# Greenan
Greenan is een plaats in het Ierse graafschap Wicklow.
Het dorp ligt in de omgeving van Ballinaclash en Rathdrum in de Glenmalure-vallei aan de oever van de Avonbeg.